# Bactérie dénitrifiante

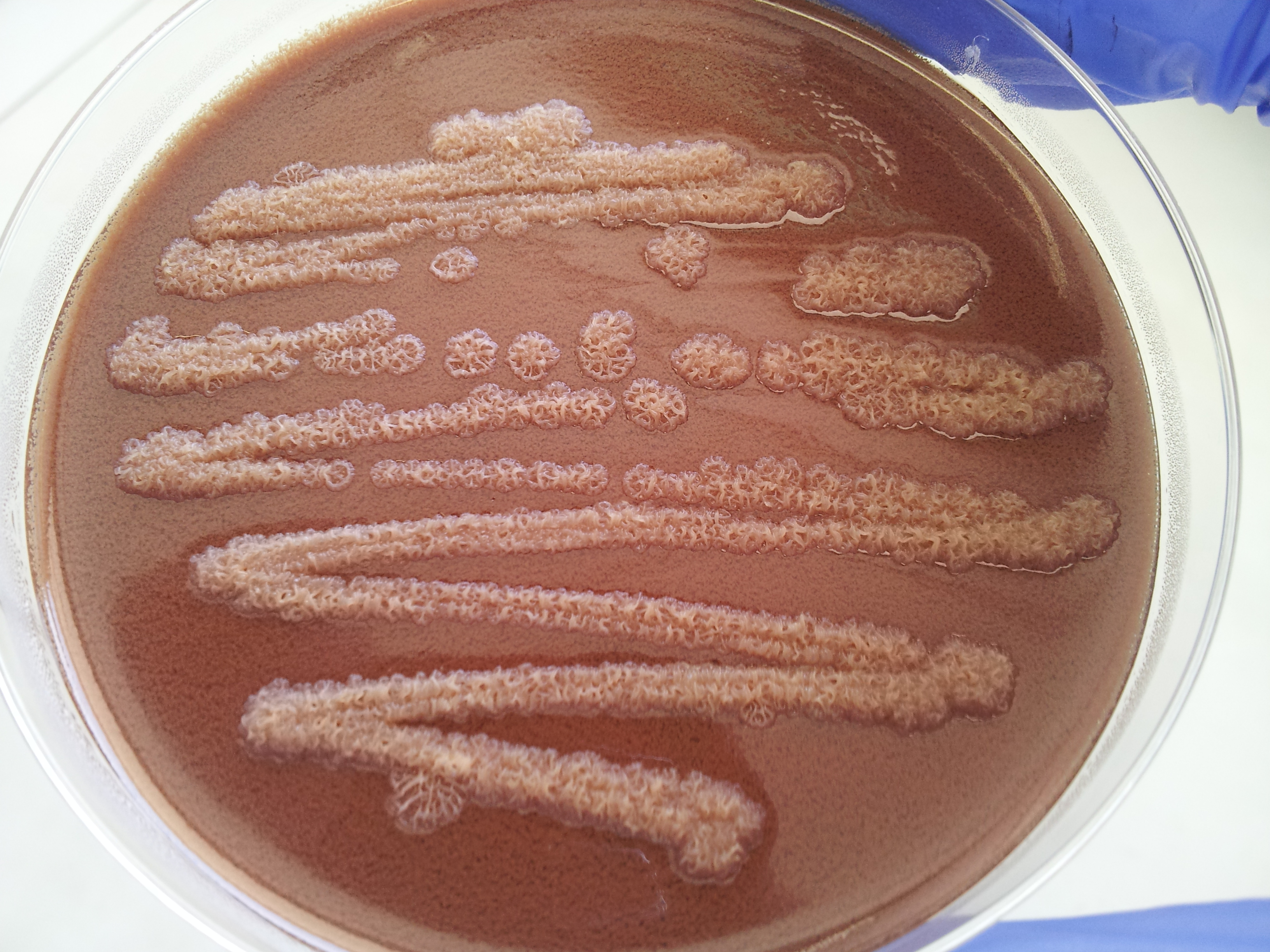
Pseudomonas stutzeri, une espèce de bactérie dénitrifiante

Les bactéries dénitrifiantes sont un groupe diversifié de bactéries comprenant de nombreux embranchements différents. Ce groupe, avec les champignons dénitrifiants et les archées, capables de dénitrifier prend sa part dans le cycle de l'azote. La dénitrification est effectuée par une variété notable de ces bactéries qui sont largement présentes dans les sols et les sédiments et qui utilisent des composés azotés oxydés en l'absence d'oxygène comme accepteur d'électrons terminal. Elles métabolisent les composés azotés à l'aide de diverses enzymes, transformant les oxydes d'azote en azote gazeux (N2) ou de protoxyde d'azote (N2O).

## Diversité des bactéries dénitrifiantes
Il y a une grande diversité de caractères biologiques. Les bactéries dénitrifiantes ont été identifiées dans plus de 50 genres et 125 espèces différentes ont été dénombrées. On estime qu'elles représentent 10 à 15 % de la population de bactéries dans l'eau, le sol et les sédiments.
Les espèces de Pseudomonas, Alcaligenes, Bacillus et autres, en font partie.
La majorité des bactéries dénitrifiantes sont des hétérotrophes aérobies facultatifs qui passent de la respiration aérobie à la dénitrification lorsque l'oxygène en tant qu'accepteur d'électrons terminal (TEA) disponible s'épuise. Cela oblige l'organisme à utiliser du nitrate pour être utilisé comme TEA. Parce que la diversité des bactéries dénitrifiantes est si grande, ce groupe peut prospérer dans un large éventail d'habitats, comprenant les environnements extrêmes, très salins et très chauds. Les dénitrificateurs aérobies peuvent conduire un processus respiratoire aérobie dans lequel le nitrate est converti progressivement en N2 (NO3− → NO → N2O → N2), en utilisant la réductase de nitrate (Nar ou Nap), la réductase de nitrite (Nir), la réductase d'oxyde nitrique (Nor) et la réductase d'oxyde nitreux (Nos). L'analyse phylogénétique a révélé que les dénitrifiants aérobies appartiennent principalement aux protéobactéries α-, β- et γ-.

## Mécanisme de dénitrification
Ces bactéries dénitrifient pour produire de l'adénosine triphosphate (ATP).
Le processus de dénitrification le plus courant, décrit ci-dessous, montre les oxydes d'azote reconvertis en azote gazeux :
2 NO3− + 10 e− + 12 H+ → N2 + 6 H2O
Il en résulte une molécule d'azote et six molécules d'eau. Les bactéries dénitrifiantes participent au cycle de l'azote et œuvrent à renvoyer l'azote dans l'atmosphère. La réaction ci-dessus est la demi-réaction globale du processus de dénitrification. Elle peut ensuite être divisée en différentes demi-réactions auxquelles une enzyme spécifique est associée. La transformation du nitrate en nitrite est réalisée par la réductase de nitrate ou nitrate réductase (Nar).
NO3− + 2 H+ + 2 e− → NO2− + H2O
La réductase de nitrite (Nir) convertit ensuite le nitrite en monoxyde d'azote (oxyde nitrique).
2 NO2− + 4 H + + 2 e− → 2 NO + 2 H2O
La réductase d'oxyde nitrique (Nor) convertit ensuite l'oxyde nitrique en protoxyde d'azote (oxyde nitreux).
2 NO + 2 H+ + 2 e− → N2O + H2O
La réductase d'oxyde nitreux (Nos) termine la réaction en convertissant l'oxyde nitreux en diazote.
N2O + 2 H+ + 2 e− → N2 + H2O
Il est important de noter que chacune des substances produites lors de ce processus peut être échangée avec l'environnement du sol et l'atmosphère.

## Oxydation du méthane et dénitrification

### Oxydation anaérobie du méthane couplée à la dénitrification
La dénitrification anaérobie couplée à l'oxydation du méthane a été observée pour la première fois en 2008, quand une équipe néerlandaise a isolé une souche bactérienne oxydant le méthane de manière indépendante. Ce processus utilise les électrons excédentaires de l'oxydation du méthane pour réduire les nitrates, éliminant efficacement l'azote fixe et le méthane des systèmes aquatiques dans des milieux naturels allant des sédiments aux tourbières en passant par les colonnes d'eau stratifiées.
Le processus de dénitrification anaérobie peut contribuer de manière significative aux cycles mondiaux du méthane et de l'azote, en particulier à la lumière de l'afflux récent de ces deux éléments dû à l'activité humaine. L'efficacité avec laquelle le méthane anthropique affecte le réchauffement de l'atmosphère est un facteur aggravant du changement climatique, car ce gaz polyatomique réémet davantage de rayonnement infrarouge que le dioxyde de carbone. L'élimination du méthane est donc considérée comme bénéfique pour l'environnement, toutefois l'importance du rôle que joue la dénitrification dans le flux mondial de méthane n'est pas bien évaluée par manque de mesures. Le mécanisme de dénitrification anaérobie s'est avéré capable d'éliminer l'excès de nitrate causé par le ruissellement des engrais, même dans des conditions hypoxiques.
En outre, les micro-organismes qui développent ce type de métabolisme peuvent être utilisés en bioremédiation, comme l'illustre une étude de 2006 sur la contamination par les hydrocarbures en Antarctique. Qui plus est, une étude de 2016 a montré qu'il est possible d'augmenter les taux de dénitrification en modifiant l'environnement abritant les bactéries. On considère que les bactéries dénitrifiantes sont des biorémédiateurs de haute qualité en raison de leur adaptabilité à une grande variété d'environnements très différents, ainsi que par l'absence de résidus toxiques ou indésirables, comme ceux laissés parfois par d'autres métabolismes.

### Puits de méthane avec les bactéries dénitrifiantes
Les bactéries dénitrifiantes jouent un rôle important dans l'oxydation du méthane (CH4) et sa conversion en CO2, en eau et en énergie dans les plans d'eau douce profonds. Ceci est important car le méthane est le deuxième gaz à effet de serre anthropique en importance, avec un potentiel de réchauffement planétaire 25 fois plus puissant que celui du dioxyde de carbone, et l'eau douce est un contributeur majeur aux émissions mondiales de méthane.
Une étude menée sur le lac de Constance en Europe a révélé que l'oxydation anaérobie du méthane couplée à la dénitrification – également appelée oxydation anaérobie du méthane dépendante des nitrates/nitrites (n-damo) – est un puits de méthane majeur dans les lacs profonds. Pendant longtemps, on a cru que l'atténuation des émissions de méthane n'était due qu'aux bactéries méthanotrophes aérobies. Cependant, l'oxydation du méthane a également lieu dans les zones anoxiques, et appauvries en oxygène (hypoxiques), des masses d'eau douce. Dans le cas du lac de Constance, cela est réalisé par des bactéries de type M. oxyfera. Ces bactéries sont similaires à Candidatus Methylomirabilis oxyfera, une espèce de bactérie qui agit comme un méthanotrophe dénitrifiant.
Les résultats de l'étude sur le lac de Constance ont révélé que le nitrate est épuisé dans l'eau à la même profondeur que le méthane, ce qui suggère que l'oxydation du méthane est couplée à la dénitrification. On peut en déduire que ce sont des bactéries de type M. oxyfera qui ont effectué l'oxydation du méthane car leur abondance culmine à la même profondeur où les profils de méthane et de nitrate se rencontrent. Ce processus n-damo est important car il contribue à réduire les émissions de méthane des masses d'eau douce profondes et il facilite la transformation des nitrates en azote gazeux, en en réduisant ainsi l'excès.

## Bactéries dénitrifiantes et l'environnement

### Effets de la dénitrification sur les limites de productivité des usines et de la production de sous-produits
Le processus de dénitrification peut réduire la fertilité du sol car l'azote, élément favorisant la croissance des plantes, est retiré du sol et perdu dans l'atmosphère. Cette perte d'azote sous forme gazeuse peut éventuellement être compensée via des nutriments introduits, dans le cadre du cycle de l'azote. Une partie de l'azote peut également être fixée par des espèces de bactéries nitrifiantes et les cyanobactéries. D'autres problèmes environnementaux importants liés à la dénitrification proviennent du fait que le processus a tendance à produire de grandes quantités de sous-produits gazeux comme l'oxyde nitrique (NO) et l'oxyde nitreux (N2O). Le NO est un gaz qui appauvrit la couche d'ozone et le N2O est un puissant gaz à effet de serre qui contribue au réchauffement climatique.

### Les bactéries dénitrifiantes dans le traitement des eaux usées
Les bactéries dénitrifiantes représentent un facteur essentiel dans le traitement des eaux usées. Celles-ci contiennent souvent de grandes quantités d'azote (sous forme d'ammonium ou de nitrate), nuisibles à la santé humaine et aux processus écologiques si elles sont pas traitées. De nombreuses méthodes mettant en œuvre la physique, la chimie et la biologie sont utilisées pour éliminer les composés azotés et purifier les eaux polluées. Le processus et les méthodes varient, mais il s'agit généralement de convertir l'ammonium en nitrate, et enfin en azote gazeux. Un exemple de ceci est que les bactéries oxydant l'ammoniac ont une caractéristique métabolique qui, en combinaison avec d'autres activités métaboliques du cycle de l'azote telles que l'oxydation et la dénitrification des nitrites, éliminent l'azote des eaux usées dans les boues activées. Étant donné que les bactéries dénitrifiantes sont hétérotrophes, une source de carbone organique est fournie aux bactéries dans un bassin anoxique. En l'absence d'oxygène atmosphérique (O2), les bactéries dénitrifiantes utilisent le nitrate pour oxyder le carbone. L'azote gazeux, produit à partir du nitrate, est ensuite relâché vers l'atmosphère par les eaux usées (dégazage, ou émanations, de N2).